# 大南街
大南街（英語：Tai Nan Street）是一條位於香港九龍塘尾及深水埗的街道，它北端連接鄰近西九龍中心的欽州街，而南端連接旺角的太子道西，全長大約1公里，並與汝州街和基隆街大致平行，大南街是數條跨越界限街的道路之一，所有路段是南行或北行路線行車。大南街以越南城市大南（即峴港）命名。到2017年開始，大南街一帶開設了多間咖啡、手作、畫廊、唱片行等特色小店，成為好去處。
油尖旺區區議會有一選區以「大南」命名，範圍在界限街以南、荔枝角道周圍的旺角一帶。

## 大南西街
大南西街位於北長沙灣工業區內，在1920年代初填海規劃中，原本會與大南街連接，但及後由於更改土地用途，兩條街最終未能連接，為方便辨識，比較短的一段1970年代改名為大南西街。

## 著名店鋪
- 北河同行設有派飯服務
- 漢發麵家： 特色豬膶麵（廣州話把豬肝稱為豬膶）

## 圖片

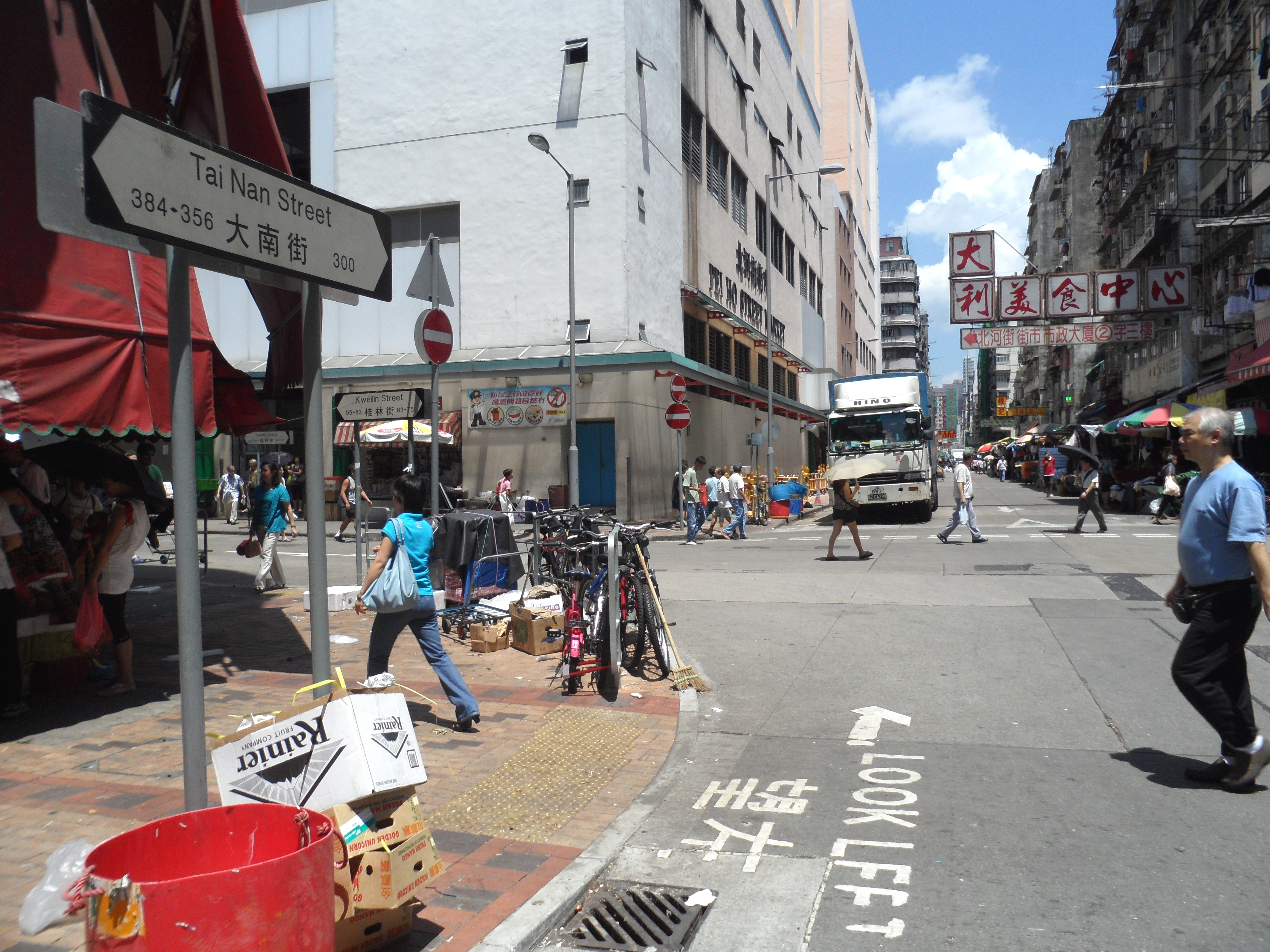
大南街鄰近桂林街路段
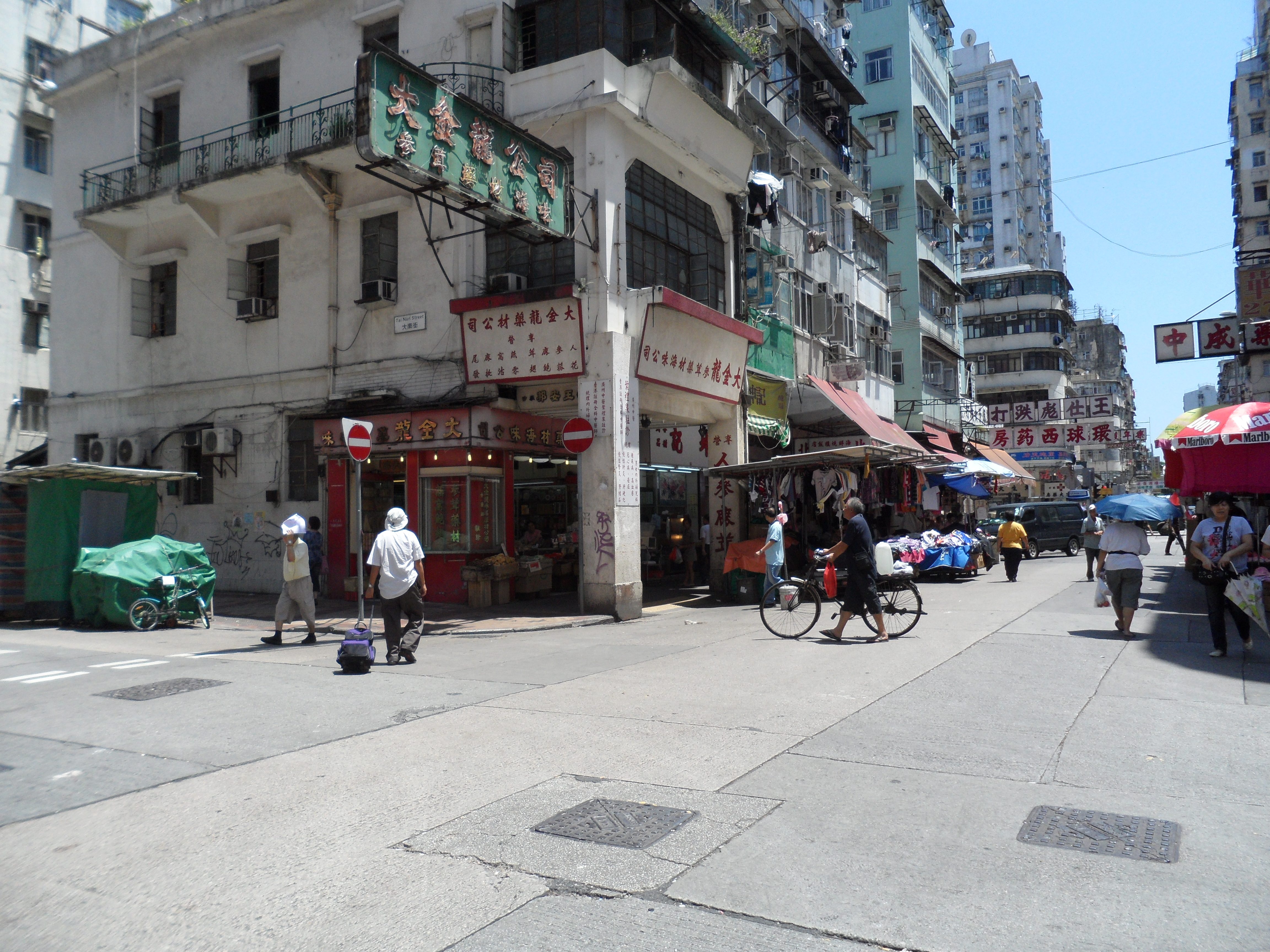
位於大南街與北河街南面交界的香港二級歷史建築－北河街58號
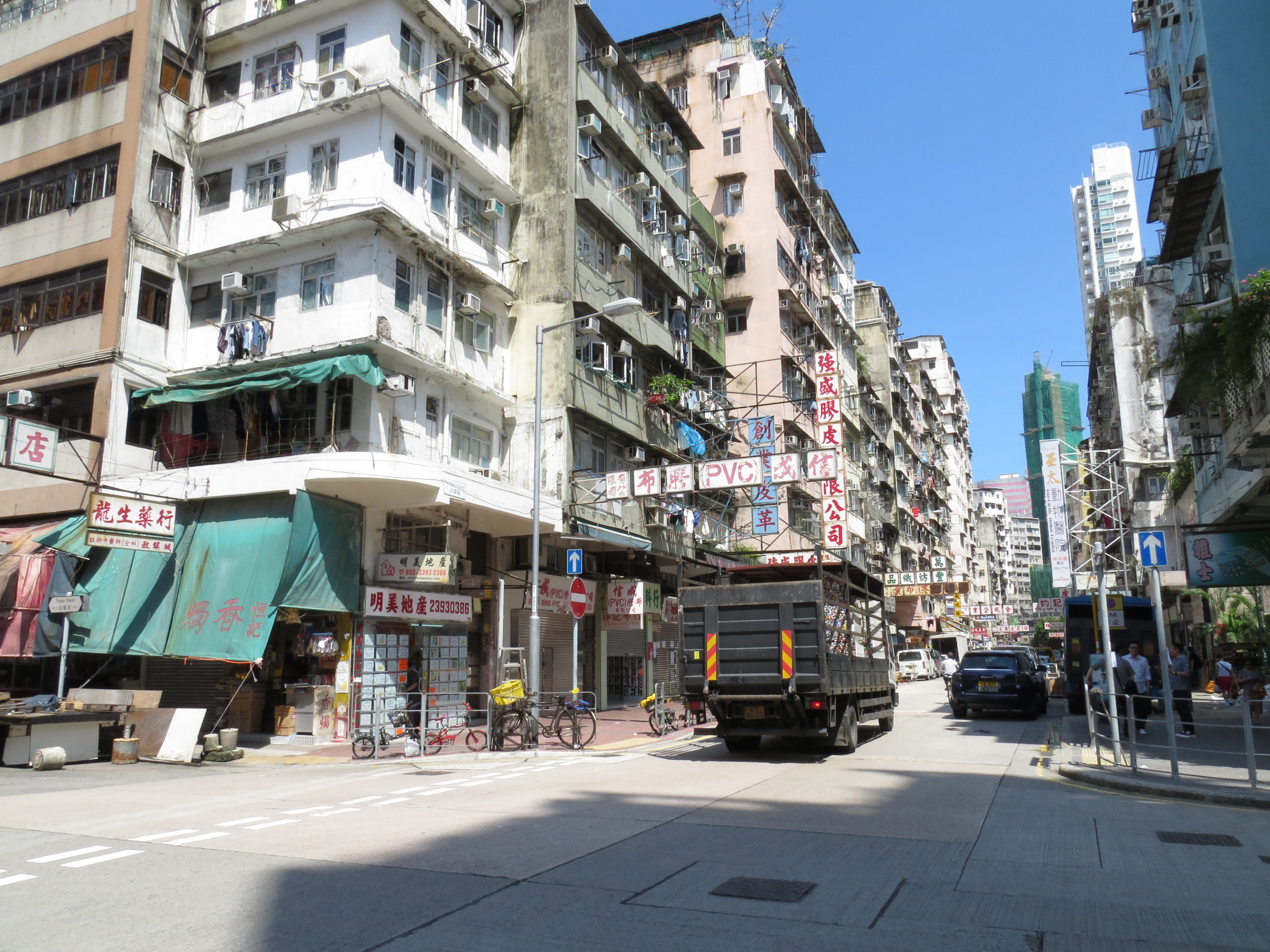
大南街與白楊街交界的路段
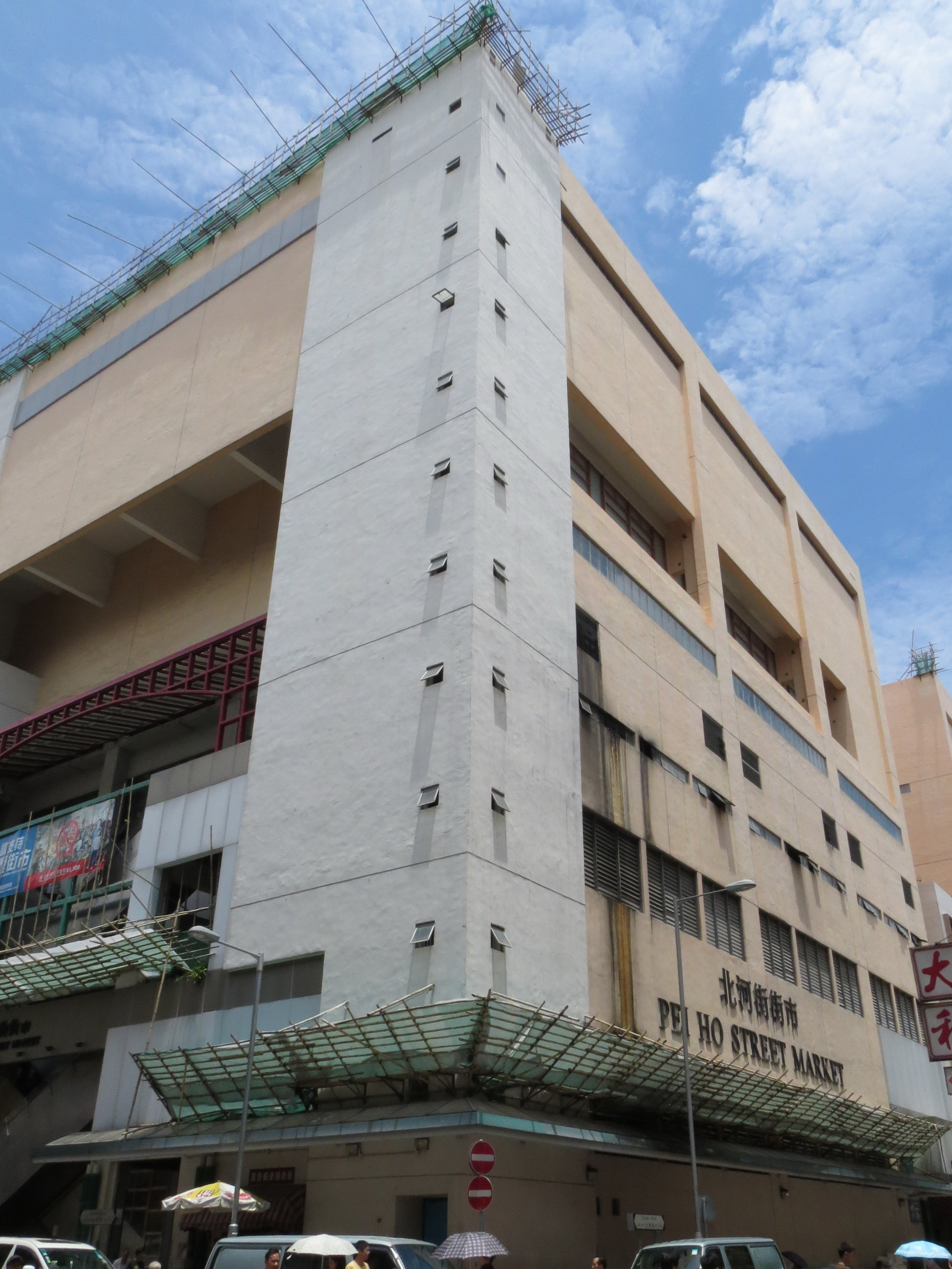
位於大南街與北河街北面交界的北河街市政大廈
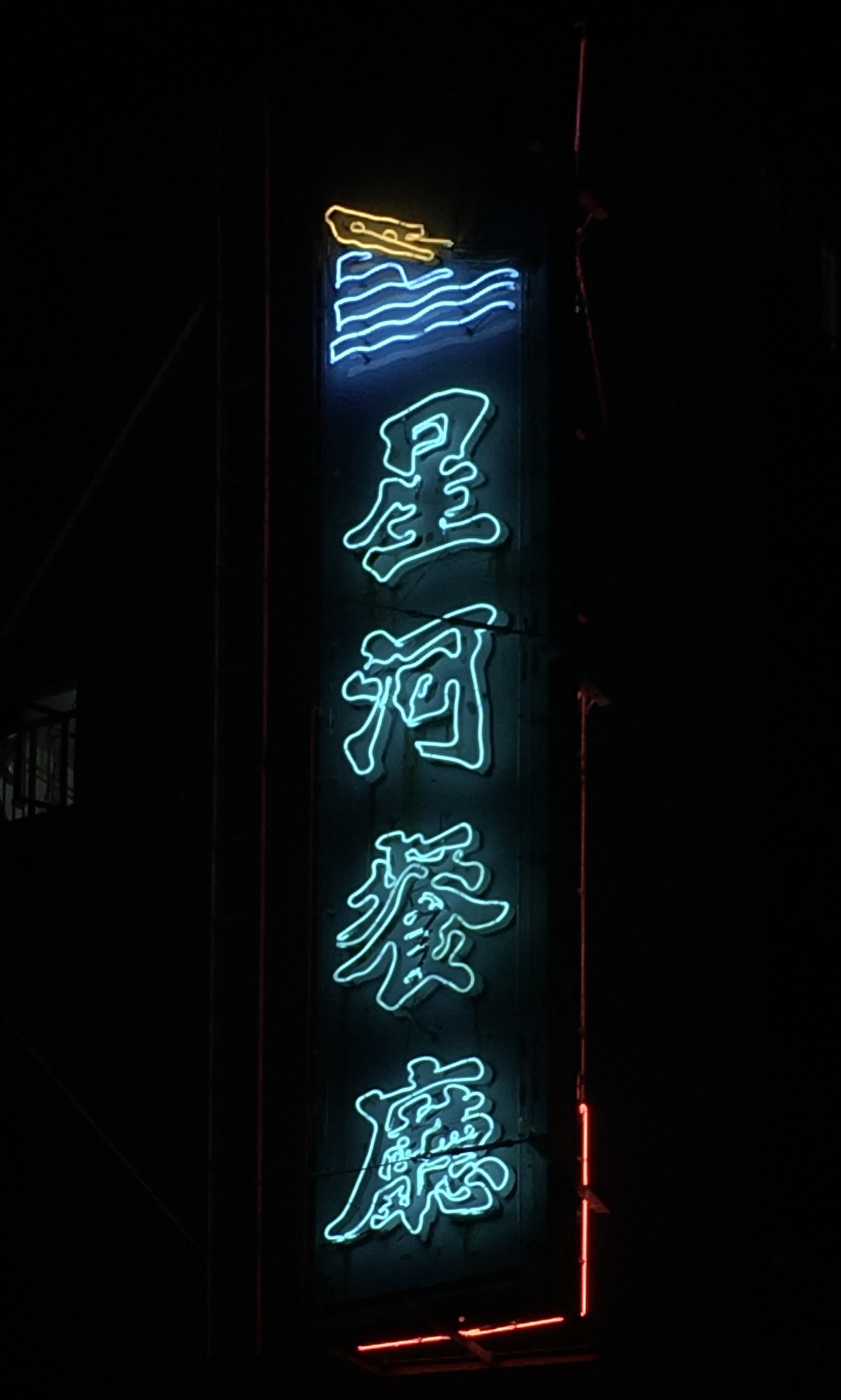
位於北端的星河餐廳之霓虹招牌在2020年12月拆卸，是街道最後一塊伸出式大型霓虹招牌

## 事件
- 2018年12月18日(星期二)，下午2時至4時，幣少爺在保釋期間，帶了97000港元去北河同行帶飯票，引來大批途人圍觀及記者採訪，進行購飯票期間，有不少便衣警察跟隨，以防出混亂。

## 鄰近街道
- 欽州街
- 南昌街
- 鴨寮街
- 汝州街
- 石硤尾街
- 長沙灣道
- 荔枝角道

## 交通
港鐵
- █  觀塘綫、 █  荃灣綫：太子站C2出口
- █  荃灣綫：深水埗站A2、C2出口

## 外部連結
- 大南街大廈火警新聞 （页面存档备份，存于）